# Гошен (Вермонт)
Гошен (англ. Goshen) — місто (англ. town) в США, в окрузі Еддісон штату Вермонт. Населення — 172 особи (2020).

## Демографія
Згідно з переписом 2010 року, у місті мешкали 164 особи в 74 домогосподарствах у складі 43 родин. Було 114 помешкання
Расовий склад населення:
| - 98,8 % — білих - 0,6 % — корінних американців - 0,6 % — чорних або афроамериканців |

До двох чи більше рас належало 0,0 %. Частка іспаномовних становила 1,8 % від усіх жителів.
За віковим діапазоном населення розподілялося таким чином: 11,6 % — особи молодші 18 років, 68,3 % — особи у віці 18—64 років, 20,1 % — особи у віці 65 років та старші. Медіана віку мешканця становила 50,7 року. На 100 осіб жіночої статі у місті припадало 102,5 чоловіків;  на 100 жінок у віці від 18 років та старших — 101,4 чоловіків також старших 18 років.
Середній дохід на одне домашнє господарство  становив 56 691 долар США (медіана — 41 875), а середній дохід на одну сім'ю — 63 295 доларів (медіана — 58 750). Медіана доходів становила 26 875 доларів для чоловіків та 58 125 доларів для жінок. За межею бідності перебувало 11,5 % осіб, у тому числі 0,0 % дітей у віці до 18 років та 10,0 % осіб у віці 65 років та старших.
Цивільне працевлаштоване населення становило 75 осіб. Основні галузі зайнятості: освіта, охорона здоров'я та соціальна допомога — 41,3 %, сільське господарство, лісництво, риболовля — 13,3 %, роздрібна торгівля — 9,3 %, науковці, спеціалісти, менеджери — 8,0 %.